# Круа (Во)
Круа (фр. Croy) — громада  в Швейцарії в кантоні Во, округ Юра-Нор-Водуа.

## Географія
Громада розташована на відстані близько 80 км на захід від Берна, 22 км на північний захід від Лозанни.
Круа має площу 4,5 км², з яких на 6% дозволяється будівництво (житлове та будівництво доріг), 45,8% використовуються в сільськогосподарських цілях, 48% зайнято лісами, 0,2% не є продуктивними (річки, льодовики або гори).

## Демографія
2019 року в громаді мешкало 402 особи (+23,7% порівняно з 2010 роком), іноземців було 13,4%. Густота населення становила 90 осіб/км².
За віковим діапазоном населення розподілялося таким чином: 17,2% — особи молодші 20 років, 57% — особи у віці 20—64 років, 25,9% — особи у віці 65 років та старші. Було 183 помешкань (у середньому 2,1 особи в помешканні).
Із загальної кількості 116 працюючих 6 було зайнятих в первинному секторі, 11 — в обробній промисловості, 99 — в галузі послуг.